# 宇宙大雑貨
『宇宙大雑貨』（うちゅうだいざっか）は、横山えいじによる日本の漫画作品。1ページのみのギャグコメディ。『S-Fマガジン』（早川書房）にて1989年1月号から1990年6月号まで連載された（原則各号2話掲載、全39話）。
1990年5月に早川書房より単行本化された。単行本は表題作を中心とした短編集で、1985年から1990年にかけて発表された、表題作を含めた15本の作品と、描き下ろしのプロローグ、CM、エピローグが収録されている。単行本は短編集にプロローグとエピローグをつけくわえて枠物語を構成する形式になっているが、これはレイ・ブラッドベリの『刺青の男』を意識したものであり、別々の作品に同じキャラクターがたびたび登場しているのも、短編集にまとめることを意識してのものである。
1991年、第22回星雲賞コミック部門を受賞した。

## あらすじ
宇宙のどこかの惑星にある24時間営業のコンビニエンスストア「宇宙雑貨店」は、実は全宇宙防犯隊「レジスター」の秘密本部でもあった。店長とアルバイト店員のミドリは、商売のかたわら、宿敵・宇宙万引き団「黒いゴミ袋」と戦いを繰り広げるのだった。

## 登場人物
店長
「宇宙雑貨店」の店長にして、全宇宙防犯隊「レジスター」の隊長。商売に関しては恥も外聞もなく、商品をゴミ捨て場から仕入れたり、商品の弁当に怪しい薬を入れたりしている。「黒いゴミ袋」との戦いに際しては「今月の秘密兵器」をたびたび用意しているが、ほとんど役に立ったためしがない。
ミドリ
宇宙雑貨店の女性アルバイト店員。無理やり「レジスター」の隊員にさせられるが、次第に乗り気になる。基本的にツッコミ役。作中、ミドリ以外の店員は登場しない。
ブラック・ダスト
宇宙万引き団「黒いゴミ袋」のリーダー。「レジスター」の宿敵。常に黒いゴミ袋を覆面としてかぶっている。
ススム君
ブラック・ダストが中古センターから万引きしてきた正体不明の勧誘ロボット。「黒いゴミ袋」のメンバーは誰も使いこなすことができず、一方的にススム君から物品を売りつけられている。前作『マンスリー・プラネット』以来、横山の『S-Fマガジン』連載作品には必ず登場しているロボットで、顔は鉄人28号の顔に鉄腕アトムのそり込みを組み合わせたものであり、名前はまぼろし探偵の本名（富士進）に由来する。

## 単行本の初出一覧
単行本収録順に記載。
- プロローグ・コンビニエンスな夜 - 描き下ろし。
- 第1話 スプラッター・リサイクリング - 『メディウム 6』徳間書店〈アニメージュコミックス〉、1985年7月。
- 第2話 Y氏の日常 - 『ハイパー・ゾーン 1』徳間書店〈アニメージュコミックス〉、1985年5月。
- 第3話 すぺおぺ映画社・行商篇 - 『ハイパー・ゾーン 2』1985年8月。
- 第4話 宇宙将軍漫遊記 - 『アメージングコミック』第2号、笠倉出版社、1988年10月。
- 第5話 ノンフィクション・アワー - 『ハイパー・ゾーン 3』1985年12月。
- 第6話 ゾンビ探偵帳 - 『ハイパー・ゾーン 5』1986年6月。
- 第7話 とある業界物語 - 『ハイパー・ゾーン 7』1986年12月。
- 第8話 超人プロジェクト - 『月刊少年キャプテン』徳間書店、1986年7月号。
- スポンサーからのお知らせ - 描き下ろし。
- 第9話 国際救助家族 - 『小説奇想天外』第1号、大陸書房、1987年12月。
- 第10話 時間婦警パトロール日誌 - 『小説奇想天外』第2号、1988年2月。
- 第11話 電脳な街角 - 『小説奇想天外』第3号、1988年4月。
- 第12話 宇宙大雑貨 - 『S-Fマガジン』早川書房、1988年1月号 - 1990年6月号。
- 第13話 SFX商法・訪問篇 - 『ハイパー・ゾーン 4』1986年3月。
- 第14話 SFX商法・終末篇 - 『ハイパー・ゾーン 6』1986年9月。
- 第15話 タイムばしご御使用の注意 - 『S-Fマガジン』1986年5月臨時増刊号。
- エピローグ・雑貨店再び - 描き下ろし。

## 書誌情報
- 横山えいじ『宇宙大雑貨』早川書房〈単行本〉、1990年5月発行[5]、ISBN 4-15-203431-9